# Super Star (Rose)
Super Star (syn. Tropicana, TANostar) war die erste leuchtend zinnoberrote Rose. Die Teehybride wurde 1960 vom Rosenzüchter Mathias Tantau eingeführt und wurde eine wichtige Elternsorte.
Die Rose wird etwa 120 cm hoch und ist öfterblühend. Die stark fruchtig duftenden Blüten haben einen Durchmesser von rund 12 cm und 30 bis 35 Blütenblätter. Sie erscheinen einzeln und in Büscheln mit bis zu 5 Blüten an langen Stielen.
'Super Star' ist recht stachelig, hat große Blätter und ist bis −29 °C winterhart (USDA-Zone 5), aber etwas anfällig für Mehltau.
1971 wurde von Boerner der Sport Climbing Super Star (syn. Climbing Tropicana) eingeführt.

## Auszeichnungen
- AARS 1963
- RNS Goldmedaille 1960
- Bagatelle Goldmedaille 1960
- Portland Goldmedaille 1961
- Den Haag Goldmedaille 1961